# Aschisma kansanum
Aschisma kansanum là một loài rêu thuộc họ Pottiaceae. Đây là loài đặc hữu của Hoa Kỳ. Môi trường sống tự nhiên của chúng là vùng đồng cỏ ôn đới. Chúng hiện đang bị đe dọa vì mất môi trường sống.